# Echeveria pulvinata
Echeveria pulvinata är en fetbladsväxtart som beskrevs av Joseph Nelson Rose. Echeveria pulvinata ingår i släktet Echeveria och familjen fetbladsväxter. Inga underarter finns listade i Catalogue of Life.

## Bildgalleri

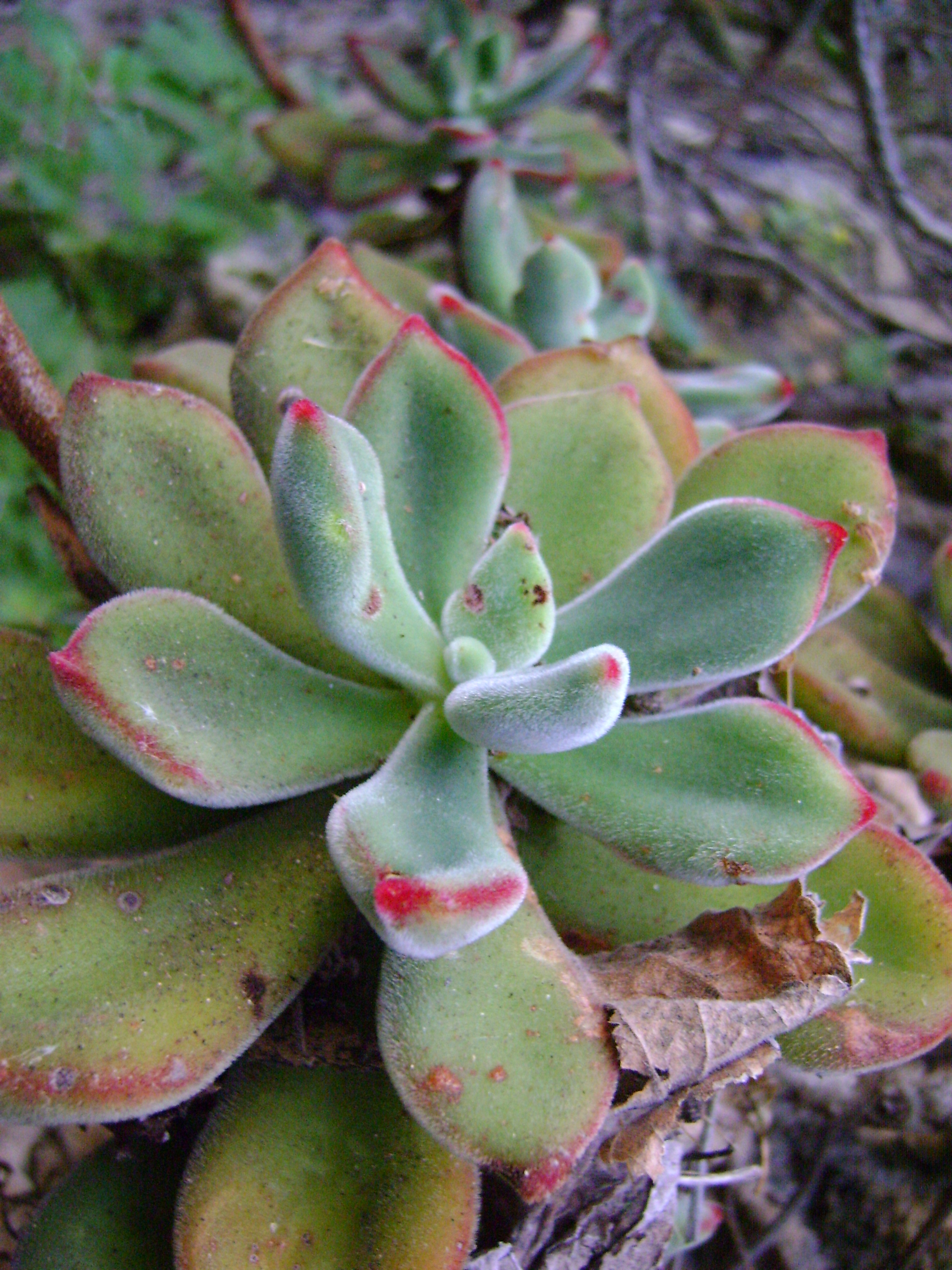
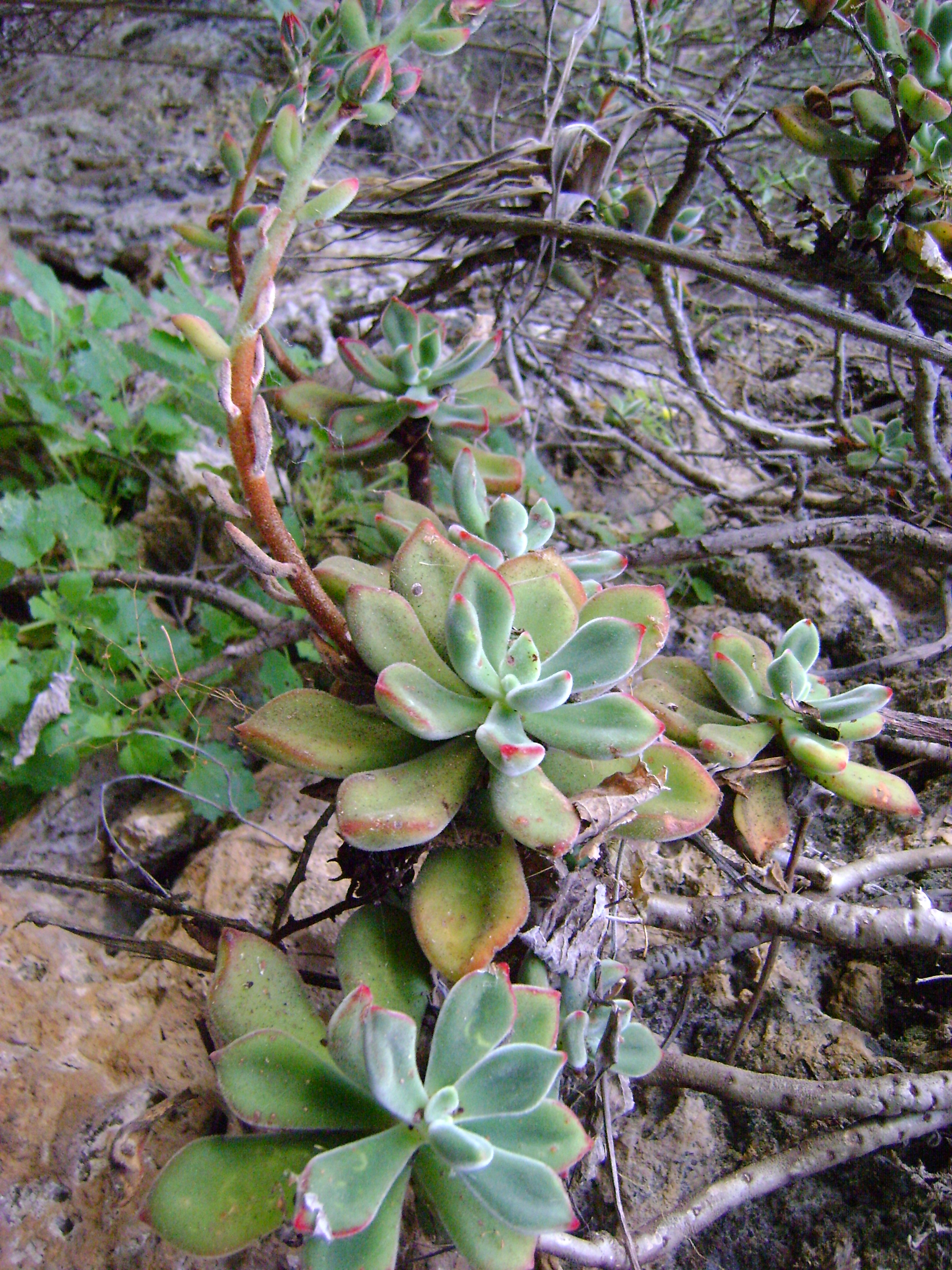
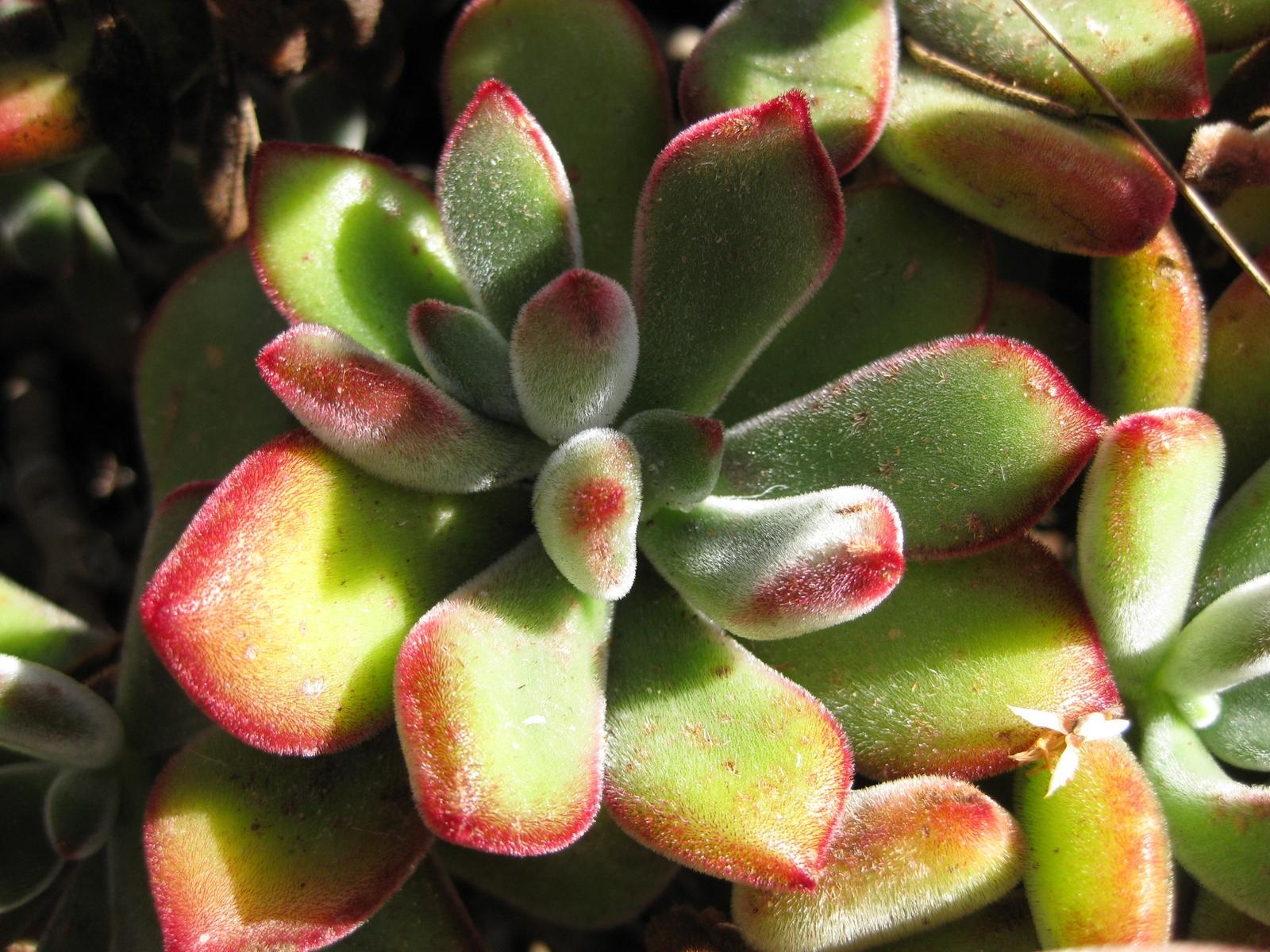
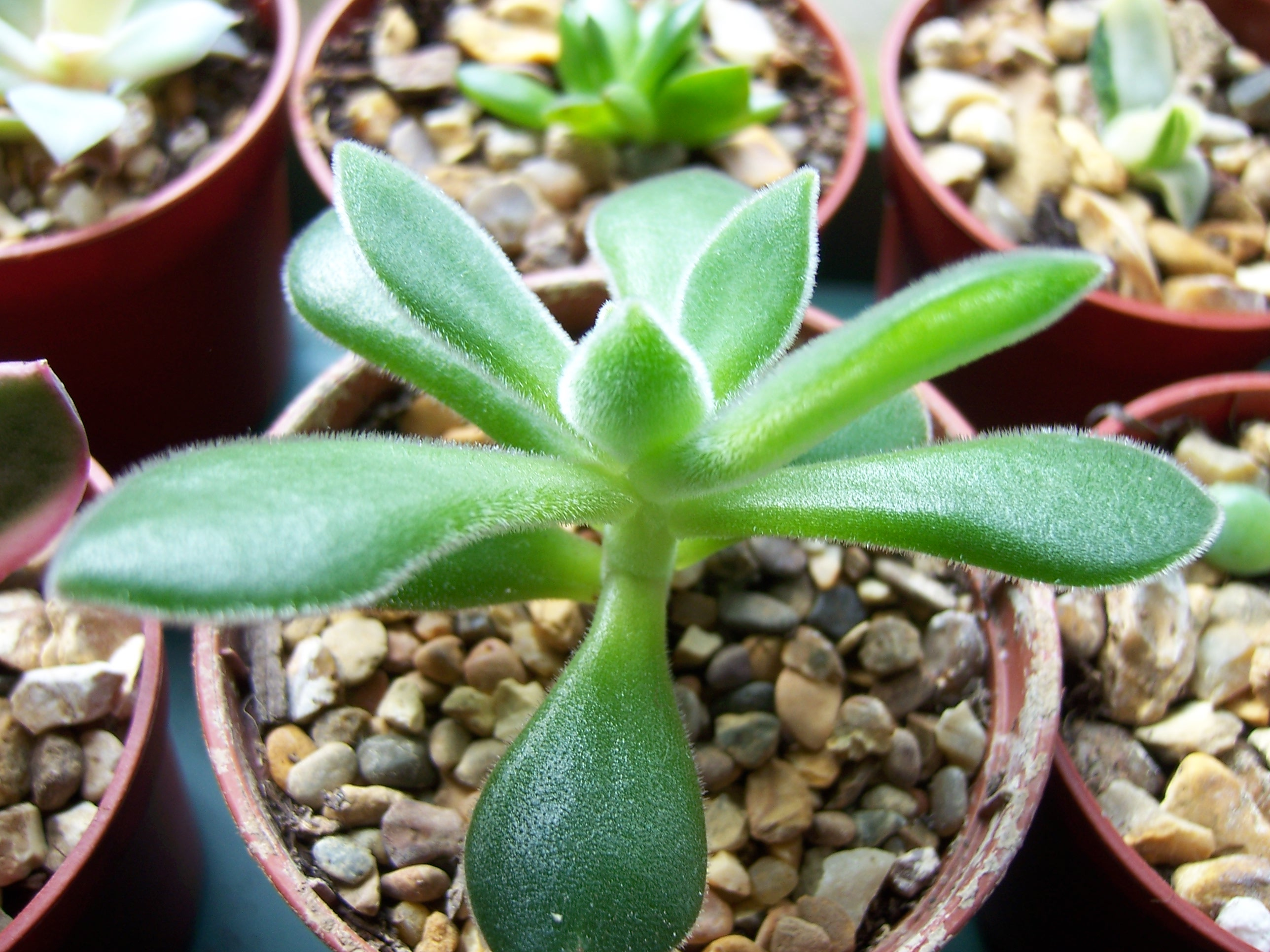
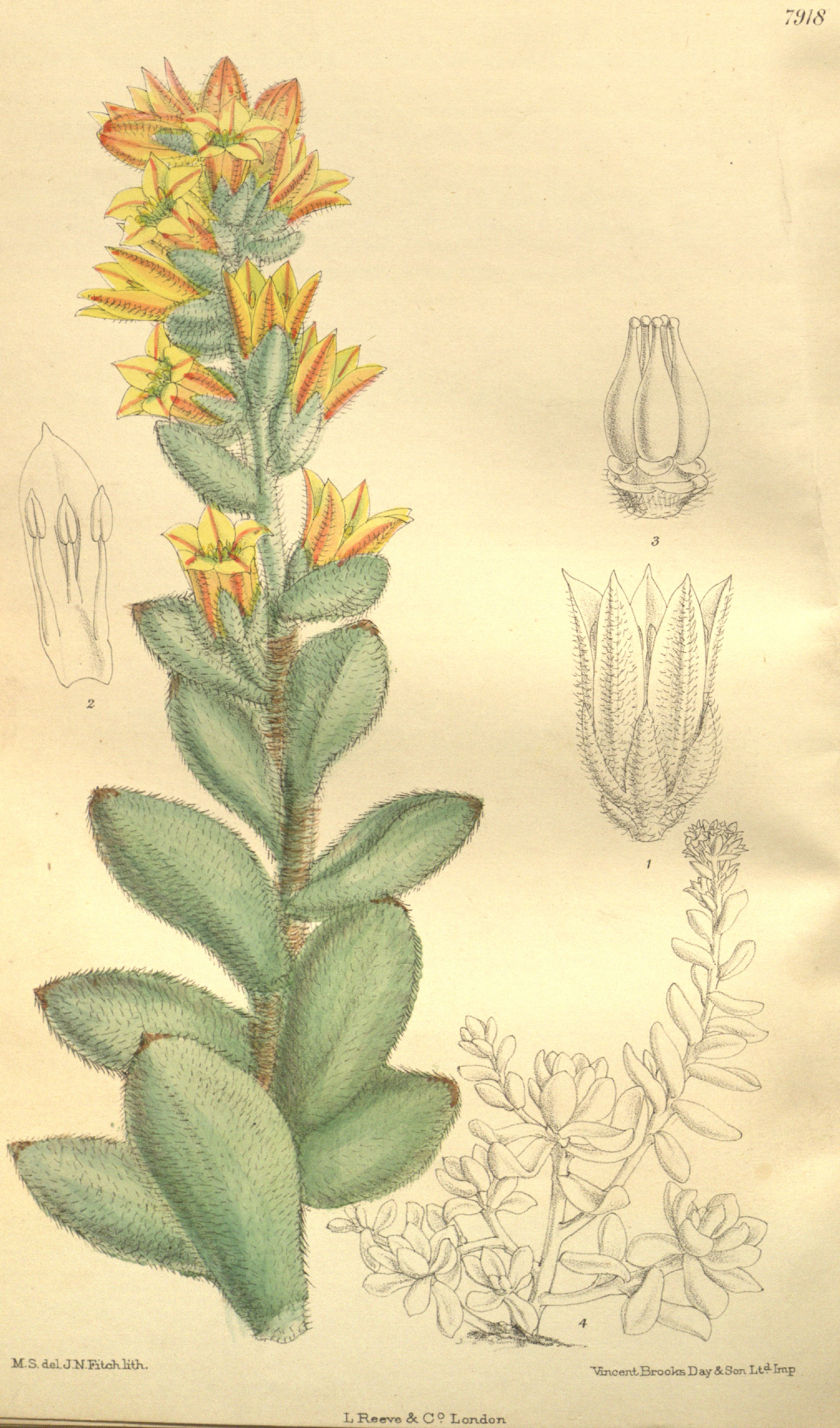
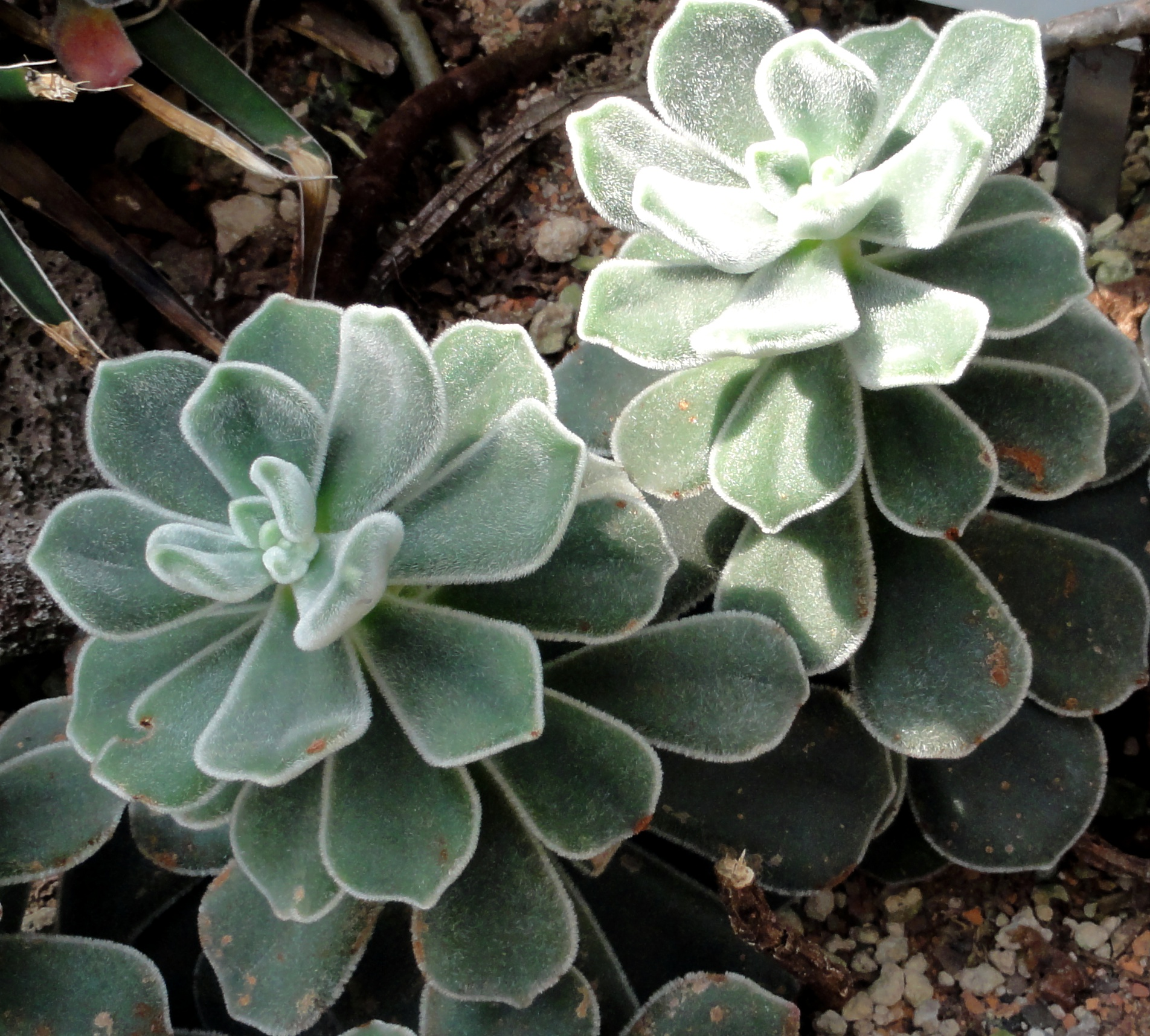